# Giuseppe Benedetto Cottolengo

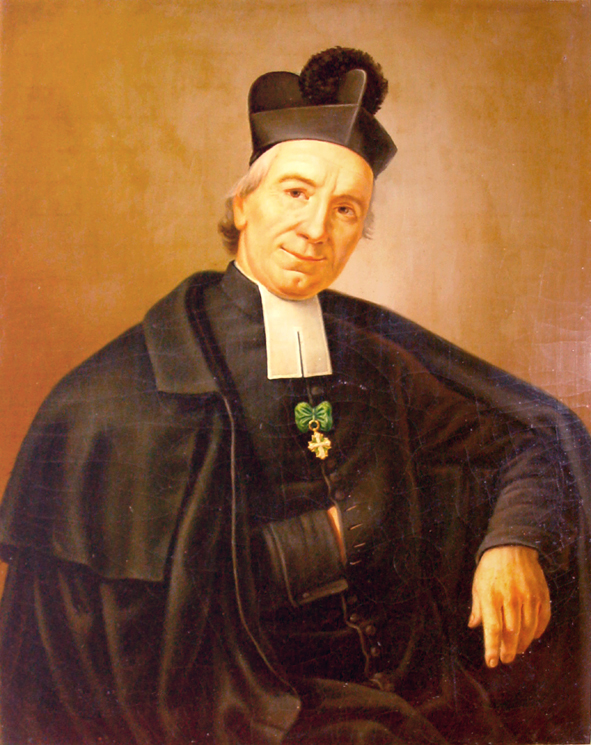
Ordensgründer Hl. Giuseppe Benedetto Cottolengo

Der Heilige Giuseppe Benedetto Cottolengo (* 3. Mai 1786 in Bra (Piemont), Italien; † 30. April 1842 in Chieri (Provinz Turin)) war ein römisch-katholischer Priester. Er war Gründer einer Ordensfamilie und Erbauer des Krankenhauses „Piccola Casa della Divina Provvidenza“ in Turin. Er gehört zu den Turiner Sozialheiligen und trägt die Ehrenbezeichnung des „italienischen Apostels der Nächstenliebe“.

## Geschichte

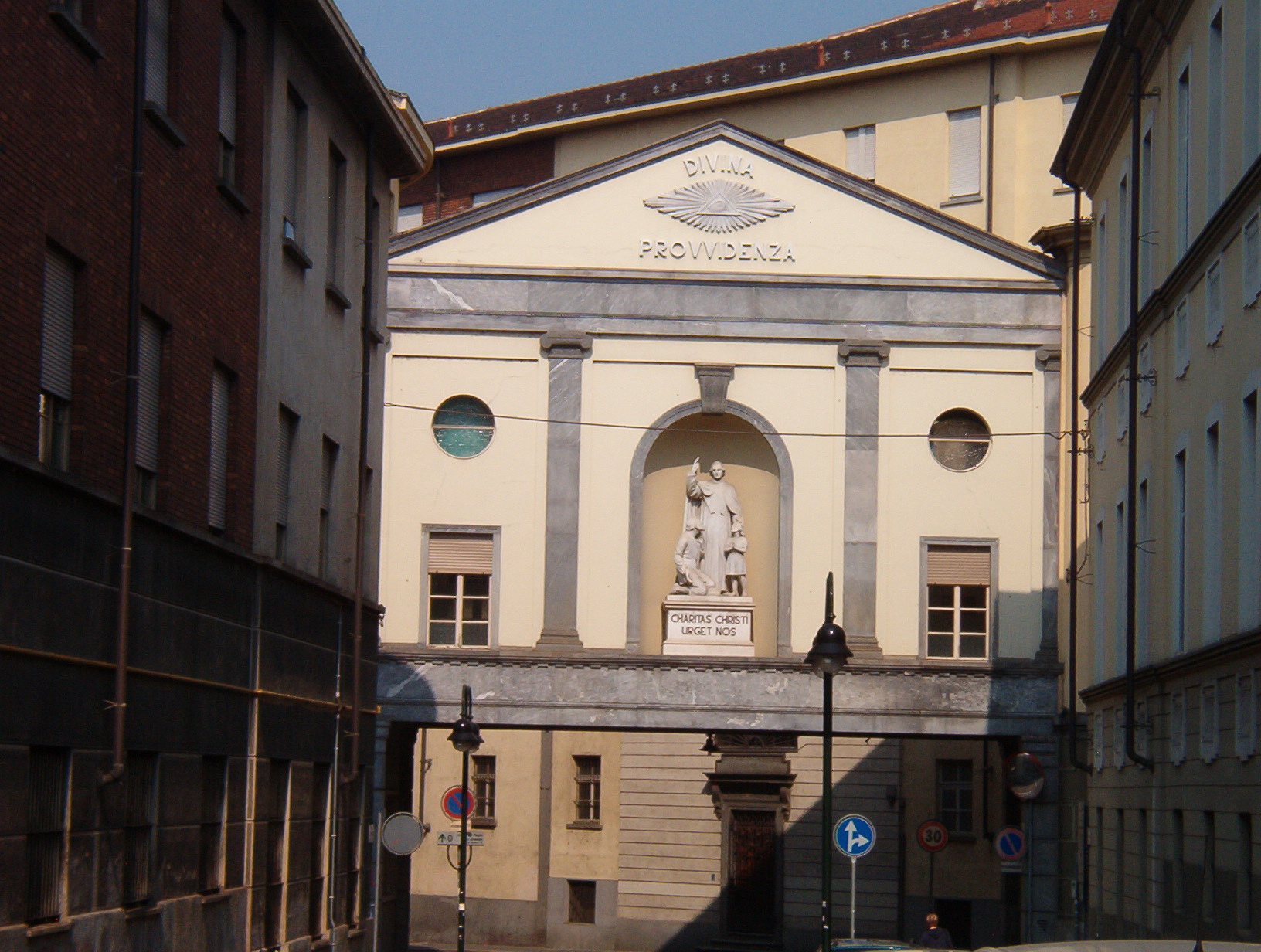
Piccola Casa della Divina Provvidenza Torino („Kleine Haus der Göttlichen Vorsehung“)

Cottolengo war der Sohn eines Steuereinnehmers und empfing 1811 die Priesterweihe. Danach übernahm er in Corneliano d’Alba das Amt eines Seelsorgers, er promovierte zum Doktor der Theologie und wurde 1818 Kanoniker an der Corpus-Christi-Kollegiatkirche in Turin. Die Kernaussage seines karitativen Einsatzes gipfelt in der Aussage, „dass das, was für die Armen gegeben wird, sofort für diese ausgegeben werden muss“.
Don Cottolengo starb am 30. April 1842, Papst Benedikt XV. sprach den Kanonikus Cottolengo am 29. April 1917 selig, die Heiligsprechung erfolgte durch Papst Pius XI. am 19. März 1934. Sein kirchlicher Gedenktag wurde auf den 30. April, seinem Todestag, festgelegt.

In der Enzyklika Deus caritas est von Papst Benedikt XVI., der das Hospital und das Grab seines Namensvetters Joseph Benedikt am 2. Mai 2010 auch selbst besuchte, wird der Hl. Cottolengo als ein Vorbild der Nächstenliebe dargestellt: 

„Heiligengestalten wie Franz von Assisi, Ignatius von Loyola, Johannes von Gott, Kamillus von Lellis, Vinzenz von Paul, Louise de Marillac, Giuseppe B. Cottolengo, Johannes Bosco, Luigi Orione und Theresa von Kalkutta — um nur einige zu nennen — sind berühmte Vorbilder sozialer Liebestätigkeit für alle Menschen guten Willens. Die Heiligen sind die wahren Lichtträger der Geschichte, weil sie Menschen des Glaubens, der Hoffnung und der Liebe sind.“

## Sein großes Werk: „Das Kleine Haus“
In der Zeit als Kanonikus errichtete Don Cottolengo in Turin das „Kleine Haus der Göttlichen Vorsehung“, in dem Arme und Kranke gepflegt und elternlose Kinder erzogen wurden. Während seiner langen Tätigkeit rief er 14 karitative Vereinigungen ins Leben, hierzu gehörten u. a. die „Frauen der christlichen Liebe“ eine Kongregation von Vinzenzschwestern und die „Brüder vom hl. Joseph Benedikt Cottolengo“. Aus dem „Kleinen Haus“ ist bis heute La città della Carità, Die Stadt der Nächstenliebe geworden, sie zählt mehr als 1000 Einwohner und verfügt über eine Bettenkapazität von 2000 Betten; sie wird gemeinhin il Cottolengo, der Cottolengo genannt. Der Schwerpunkt der Krankenhaustätigkeit liegt in der Pflege und Betreuung von Kranken, Sterbenden, Blinden, Taubstummen, Waisen, Körperbehinderten und Geisteskranken. Das Großhospital verfügt über eine Krankenpflegeschule und Forschungsinstituten, insgesamt sind auf dem Krankensektor 30 Organisationen tätig.